# Денисов, Андрей Иванович (Георгиевский кавалер)
Андре́й Ива́нович Дени́сов (около 1749 — после 1791) — капитан бригадирского ранга (6 июля 1790) российского флота.

## Биография
В 1762 году поступил кадетом в Морской корпус, был произведён в гардемарины (1765). В ходе русско-турецкой войны 1768—1774 годов мичманом (в чине с апреля 1768) крейсировал в Архипелаге в Средиземном море (1769—1775), плавал на Балтике (1775—1780), на Каспийском море (1781—1782), потом (с 1783) — вновь служил в Кронштадте. Произведён в капитан-лейтенанты флота (январь 1778). В 1781—1782 годах командовал фрегатом № 3 в эскадре адмирала Войновича в Каспийском море. В 1783—1784 годах командовал линейным кораблём «Святой Александр Невский» в Кронштадте. За усердную службу был награждён чином капитана 2-го ранга (январь 1784). В 1785—1787 годах командовал линейными кораблями «Трёх Святителей»[уточнить] и «Всеслав», плавал в Балтийском море.
Проявил себя как один из лучших офицеров русского флота в ходе русско-шведской войны 1788—1790 годов. В чине капитана 1-го ранга (был произведён в это звание в апреле 1788 года) командовал линейным кораблем «Болеслав» в составе эскадры адмирала Грейга, храбро и отважно сражался в Гогландском морском сражении (1788) со шведским флотом, был ранен в ходе этой битвы (1788). За успешные действия в Роченсальмском сражении (1789) на фрегате «Симеон» был награждён орденом Святого Георгия 4-го класса (1789). Умело и решительно командовал линейным кораблём «Мстислав» в Ревельском сражении (1790), за что был награждён золотой шпагой с надписью «За храбрость». 6 июля 1790 года был произведён в капитаны бригадирского ранга.
В январе 1791 года был с почётом уволен от службы на флоте.